# GR-223
El GR-223, también conocido como Camino Natural Camí de Cavalls, es un itinerario de Gran Recorrido que circunvala la isla de Menorca, en el archipiélago español de las Islas Baleares en el mar Mediterráneo, y pasa por sus ocho términos municipales y sus dos principales ciudades. Pertenece a la Red de Caminos Naturales de España, del Ministerio de Agricultura, Pesca y Alimentación.
El proyecto se encarga de la recuperación de antiguas infraestructuras relacionadas con el transporte y la comunicación, que actualmente se encuentran en estado de desuso o abandono, para su uso senderista y ciclista.

## Localización
La longitud del Camino es de 185 kilómetros distribuidos en 20 etapas, con gran variedad geológica y paisajística, pasando por bellas playas, zonas interiores de pasto, cultivo y bosque así como por tramos urbanos. Este itinerario pasa por los términos municipales de Mahón, Mercadal, Ferrerías, Ciudadela, Alayor, San Luis, San Cristóbal y Villacarlos, y por las ciudades de Mahón, capital de la isla en la zona oriental, y Ciudadela en poniente.
Cruza por lugares de alto interés natural y paisajístico como el Parque Natural de la Albufera des Grau y varias zonas de la Red Natura 2000 declaradas LIC (Lugar de importancia Comunitaria) y ZEPA (Zona de Especial Protección para las Aves). En 1993 la isla de Menorca fue declarada Reserva de la Biosfera por la UNESCO.
Su etimología en castellano significa “camino de caballos”, y toma su nombre del caballo menorquín, ejemplar autóctono de la zona, muy presente durante el recorrido.
"El Camí de Cavalls no es, tan solo, un camino hecho de la suma de veredas o senderos, que da la vuelta a la isla, sino un patrimonio colectivo que forma parte de nuestra identidad". Esta frase de J. Gomila ilustra el sentimiento de los menorquines hacia el Camí de Cavalls, itinerario que nos permitirá disfrutar de la variedad paisajística y de los elementos etnológicos de la isla y observar el contraste entre las zonas urbanizadas y las vírgenes.[cita requerida]

## Historia
La historia de la isla está marcada por su situación estratégica como salida al Mediterráneo. La isla fue colonizada por fenicios, griegos, cartagineses (que fundaron Jamma, actual Ciutadella, y Magon, actual Mahón), romanos y vándalos. También estuvo bajo dominio islámico y fue reconquistada por Alfonso III. Incluso llegó a estar bajo dominio británico durante el siglo XVIII. Todo ello ha generado un crisol cultural en la isla. Además, cuenta con su propia cultura prehistórica, la cultura talayótica, exclusiva de Menorca y Mallorca, donde destacan las navetas o las taulas, declarados Patrimonio de la Humanidad por la Unesco.
Los orígenes de este antiguo sendero costero son poco conocidos. Este itinerario transcurre por lo que originalmente eran las defensas de la isla y algunas vías de comunicación las diferentes construcciones defensivas. En el siglo XIV, ya existían algunos tramos que facilitaban la defensa y que, más adelante, la construcción de torres de vigilancia costera contra las incursiones de los piratas hizo más necesaria la existencia de un camino perimetral que diese la vuelta a la isla. En el siglo XVIII la administración inglesa lo consideró como Camino Real y, paralelamente, ya se utilizaba como vía de comunicación de uso público.[cita requerida]
En la actualidad, el camino está habilitado para su uso senderistas y ciclista en su totalidad. Eminentemente costero, permite visitar las calas y playas de Menorca, además de otra buena colección de paisajes naturales y de patrimonio cultural.

## Época reivindicativa
El coraje del pueblo menorquín canalizado a través de la Coordinadora para la defensa del Camí de Cavalls ha conseguido la reapertura de este importante Patrimonio ecológico, histórico y paisajístico. No ha sido fácil: desde 1996, las excursiones reivindicativas y la presión popular obligaron a los poderes políticos a promulgar en el año 2000 la “Llei del Camí de Cavalls”. Posteriormente, el Plan Especial estableció su recorrido y ha posibilitado los convenios y las expropiaciones ya que atraviesa 120 fincas privadas. Desde el año 2010, después de su acondicionamiento y marcaje, ya se puede disfrutar a pie, en bicicleta o a caballo..[cita requerida]

## Datos técnicos
El Camí de Cavalls tiene una longitud de 185 kilómetros y se ha dividido en 20 etapas. Aunque su máxima altura sea solo de 125 metros, el desnivel acumulado llega a los 4000. Al tratarse de un recorrido circular se puede comenzar en cualquier punto, pero el kilómetro 0 está situado en la Culàrsega del Puerto de Mahón desde donde arranca la primera etapa. Se ha homologado como GR 223 y está señalizado con estacas cuadradas cada 50-100 metros y paneles informativos en el inicio de las etapas. Las más de 100 barreras que se han de cruzar son un reflejo de que actividades tradicionales, como la ganadería, siguen en activo en los alrededores del camino.[cita requerida]

## Etapas

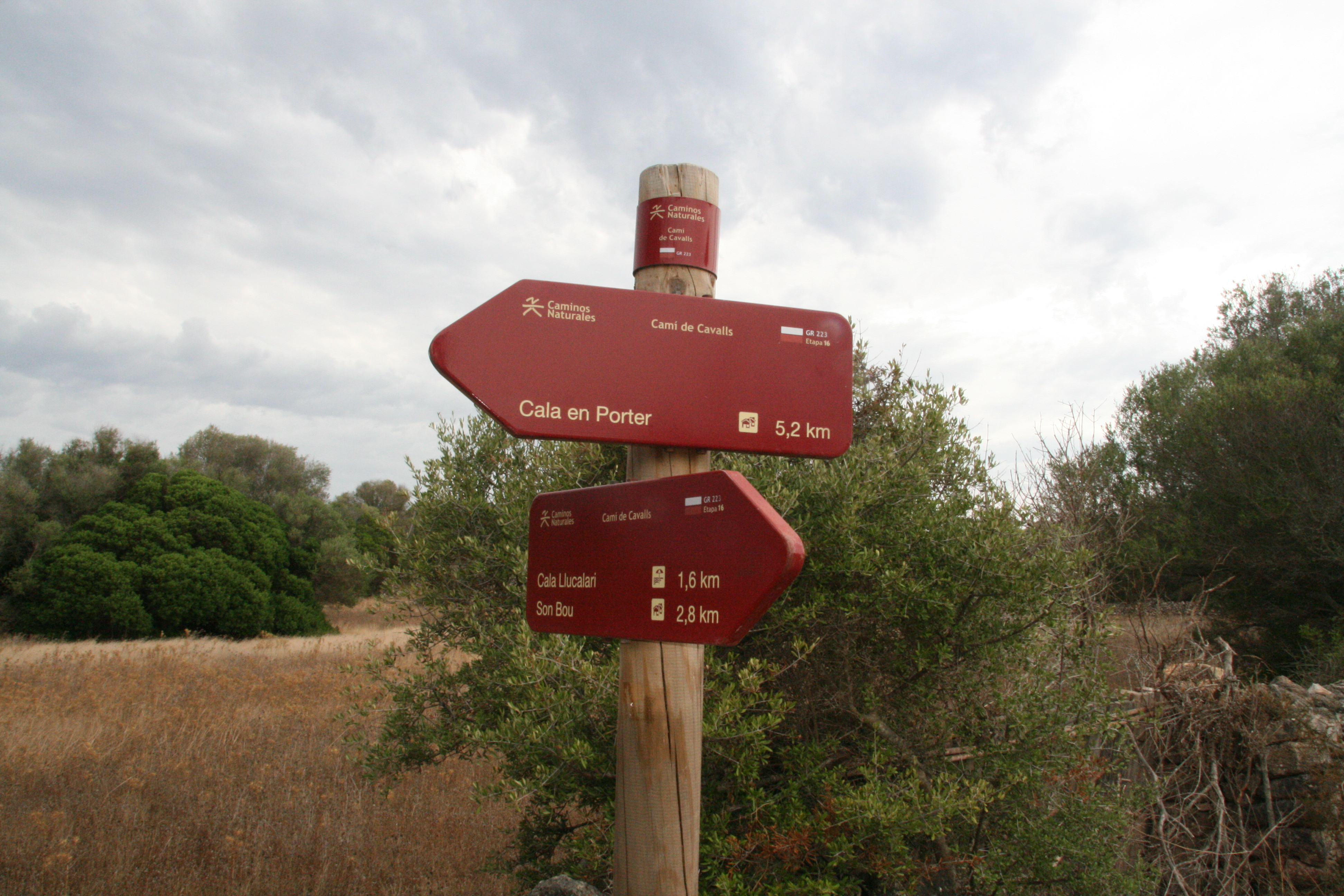
Señalización del camí de Cavalls (etapa 16).

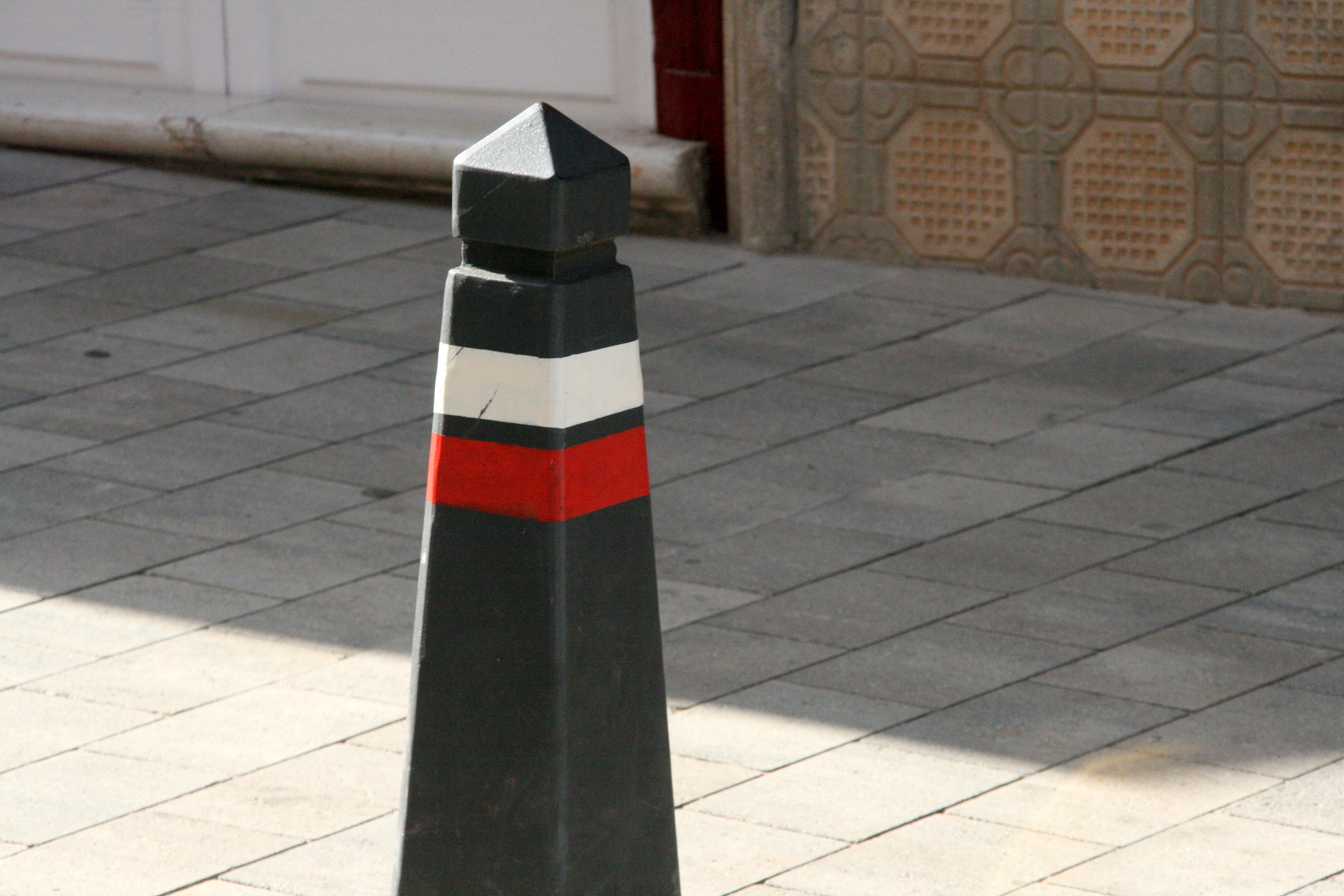
Señalización del camí de Cavalls en Mahón.

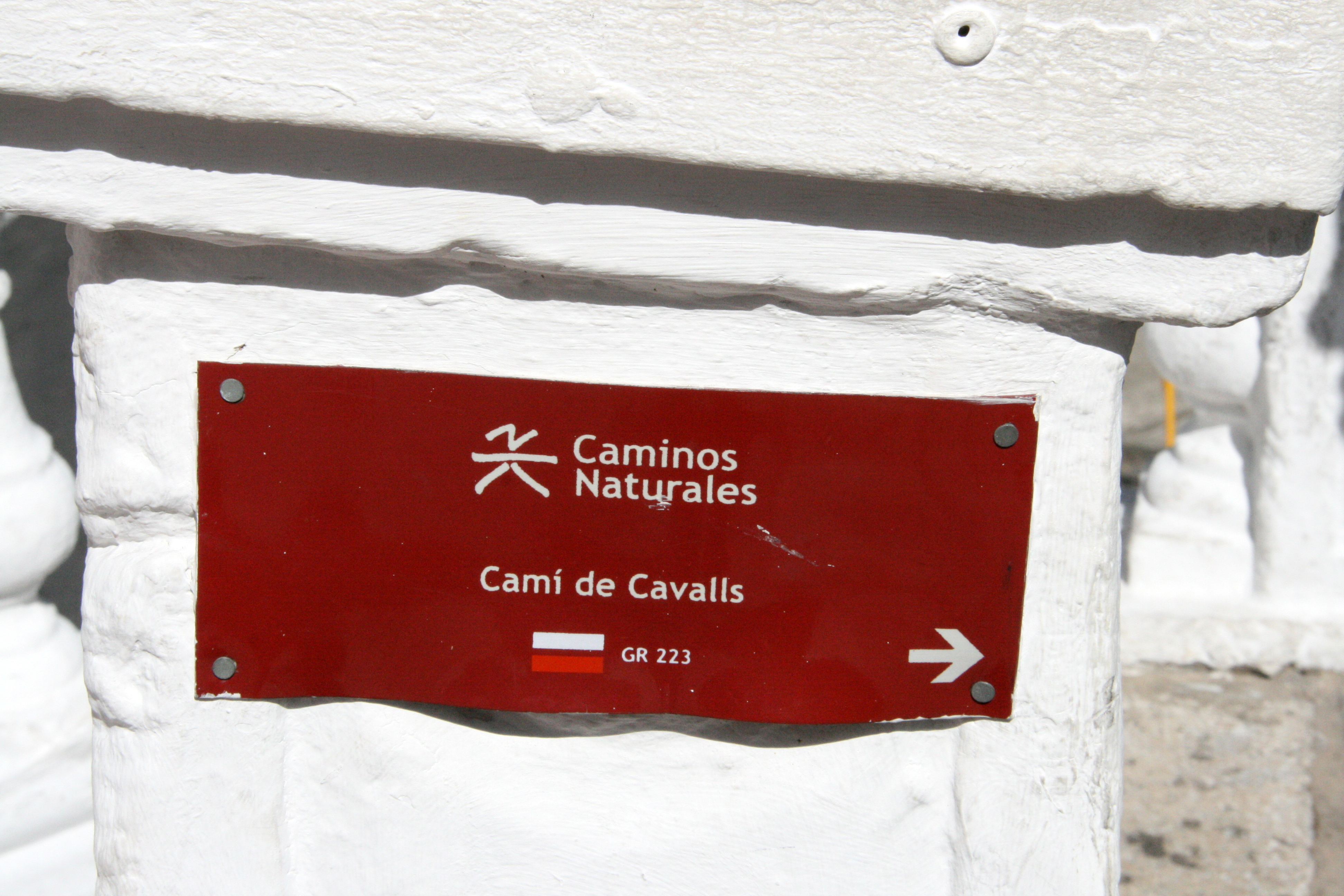
Señalización del camí de Cavalls en Mahón.

| Etapa | Salida                               | Llegada             | Duración   | Distancia | Dificultad |
| ----- | ------------------------------------ | ------------------- | ---------- | --------- | ---------- |
| 1     | Mahón.[cita requerida]               | Es Grau             | 3 h 30 min | 10 km     | Media      |
| 2     | Es Grau.[cita requerida]             | Favàritx            | 3 h 30 min | 8,6 km    | Media      |
| 3     | Favàritx.[cita requerida]            | Arenal d'en Castell | 5 h        | 13,6 km   | Media      |
| 4     | Arenal d'en Castell.[cita requerida] | Cala Tirant         | 4 h        | 10,8 km   | Fácil      |
| 5     | Cala Tirant.[cita requerida]         | Binimel·là          | 4 h        | 9,6 km    | Media      |
| 6     | Binimel·là.[cita requerida]          | Els Alocs           | 5 h        | 8,9 km    | Difícil    |
| 7     | Els Alocs                            | Algaiarens          | 4 h 30 min | 9,7 km    | Media      |
| 8     | Algaiarens                           | Cala Morell         | 2 h 10 min | 5,4 km    | Media      |
| 9     | Cala Morell                          | Punta Nati          | 3 h        | 7 km      | Fácil      |
| 10    | Punta Nati                           | Ciudadela           | 4 h        | 10,5 km   | Fácil      |
| 11    | Ciudadela                            | Punta de Artrutx    | 5 h        | 13,2 km   | Fácil      |
| 12    | Punta de Artrutx                     | Cala en Turqueta    | 5 h        | 13,3 km   | Media      |
| 13    | Cala en Turqueta                     | Cala Galdana        | 2 h 30 min | 6,4 km    | Fácil      |
| 14    | Cala Galdana                         | Sant Tomàs          | 4 h 30 min | 10,8 km   | Media      |
| 15    | Sant Tomàs                           | Son Bou             | 2 h 30 min | 6,4 km    | Fácil      |
| 16    | Son Bou                              | Cala en Porter      | 3 h 30 min | 8 km      | Media      |
| 17    | Cala en Porter                       | Binisafúller        | 4 h 30 min | 11,8 km   | Fácil      |
| 18    | Binisafúller                         | Punta Prima         | 3 h 30 min | 8,1 km    | Fácil      |
| 19    | Punta Prima                          | Cala de Sant Esteve | 2 h 40 min | 7,3 km    | Fácil      |
| 20    | Cala de Sant Esteve                  | Mahón               | 2 h 20 min | 6 km      | Fácil      |

## Descripción por tramos

### Tramos habilitados
El camino se divide en 20 etapas.

#### Etapa 1: Mahón – Es Grau
Esta etapa comienza al este de la isla, en el cruce entre el camino a Sant Antoni y la carretera Me-3, y llega hasta la localidad de Sa Mesquida, donde se encuentra una torre vigía del siglo XVIII. A través de los acantilados de El Marcar de Binillautí, incluido en la Red Natura 2000, y cultivos, el viajero se adentra en el 'arque Natural de S´Albufera des Grau hasta llegar al humedal de la Gola des Grau. El paisaje se torna a parcelas de cereal y pasto, con muros de piedra y matorral mediterráneo, destacando lentiscos y acebuches, donde se pueden observar las tradicionales barreras menorquinas, que sirven de puertas y cuya característica forma se debe a la madera de acebuche.
Conforme se avanza por el camino y se adentra hacia el noroeste de la isla, el camino se eleva dejando atrás las parcelas de cultivo. El paisaje entonces comienza a ser más húmedo y salino, debido a los fuertes vientos de Tramuntana. Aparecen entonces otras especies como sabinas, el lastón o el carrizal, y especies especialmente adaptadas a las condiciones extremas de la costa norte de la isla, como los espinosos y compactos socarrells.
Continúa el camino pasando por las calas de Sa Rinconada y Sa Mesquida, donde se encuentra la torre y posteriormente se lleva a un ecosistema dunar, espacio protegido y que se encuentra en estado de restauración. A continuación, se entra en terreno militar, la base de San Isidro. En este punto es fácil encontrarse con especies endémicas como la gaviota de Audouin, la lagartija balear o la amapola marina.
El itinerario prosigue por la costa a través de acantilados intercalados dentro del LIC y ZEPA “De S’Albufera a la Molatí”, perteneciente a la Red Natura 2000, zona en la que hay que prestar mucha atención ya que se trata de una zona de nidificación de aves con especial protección. Cuando se llega a la caleta de Binillautí, la etapa asciende hasta llegar al Parque Natural de S´Albufera des Grau, zona de sotobosque y monte bajo mediterráneo. La etapa sigue recorriendo la zona de monte durante 1,6 km, y se desciende posteriormente hasta alcanzar la carretera Me-5 que une Mahón con Es Grau, llegando al final de la etapa.

#### Etapa 2: Es Grau – Cabo de Favàritx
Esta etapa discurre íntegramente por el Parque Natural de S’Albufera d’Es Grau, desde las puertas de la albufera hasta llegar al Cabo de Favàritx, pasando por los acantilados y calas de la isla. Comienza a unos 400 m al sur de la población de Es Grau, junto a la barrera de acceso a la Albufera. Se cruza la barrera y se pasa por una pasarela, continuando hasta que el Camino se desvía a la derecha. Se puede aprovechar a visitar el entorno y disfrutar de la fauna de la zona. La ruta va entre pinos carrascos y lentiscos por pista, pasando por un antiguo pozo pegado a un muro, que avanza hasta que la pista desemboca en la playa d´Es Grau.
El camino continúa hacia el norte, abandonando la playa por una pista, y posteriormente se vuelve a internar en un pinar, entre los que se pueden observar lianas de zarzaparrilla, antes de volver al paisaje de matorral. El Camino entonces vuelve a la costa, concretamente a las calas de Tamarells, donde hay que tomar precauciones para bajar. Desde aquí se puede ver, al noroeste, una de las antiguas torres defensivas. Desde aquí, se sigue subiendo y parece en el horizonte la isla de Colom, a tan solo 200 m de la isla, que se utilizó como lazareto provisional en el siglo XVIII y cuenta con algunos restos arqueológicos como una basílica paleocristiana.
Se abandona la cala por una pista y el camino se acerca a la cala de Tamarells des Nord. Al lado empieza el sendero que permite acceder hasta los pies de la torre de Rambla. A escasos 300 m, se abandona la pista y debe coger un sendero a mano derecha que lleva hasta la cala Sa Torreta, que se debe bordear hasta volver a la pista. Tras dejar atrás Tamarells, se pasa junto a una casa de pescadores y se desciende a la cala pasando por una arboleda compuesta principalmente por pinos con algún lentisco. Conforme se sale de la arboleda se llega a la cala. En este punto, es obligatorio no salirse del camino marcado ya que se trata de un espacio natural en regeneración. Antes de abandonar la cala, un camino a mano izquierda permite llegar hasta el poblado talayótico de Sa Torreta de Tramuntana, a un kilómetro de distancia.
Tras dejar atrás la cala e internarse entre campos de cereal y pastos, el paisaje continúa hasta la cala en Cavaller. Sin llegar a entrar, el camino gira a la izquierda y se interna en una arboleda continuando entre matorrales y árboles. Se llega a una nueva cala, en este caso, Morella Nou, y, posteriormente, al arenal de Morella, comúnmente conocido como cala Tortuga. Tras bordear la playa y subir por un camino más rocoso, entre matorral donde se pueden observar siemprevivas la senda da paso a una pasarela de madera que permite caminar por un arenal. A la izquierda se encuentra la Bassa de Morella, una laguna litoral declarada reserva natural en 2003, y que se encuentra rodeada de tarajes, punto de nidificación para muchas aves acuáticas. También es destacable su población de tortugas de agua. De la pasarela se pasa de nuevo a la pista, con vegetación a los lados y ejemplares de lechetrezna arbórea. Se continúa y la vegetación va siendo cada vez más escasa, señal de que se llega al cabo de Faváritx, lugar donde acaba la etapa cuando el camino confluye con la carretera de acceso al faro.

#### Etapa 3: Cabo de Favàritx – Arenal d’en Castell
El Cabo de Faváritx se encuentra coronado por el faro que destaca entre los diferentes parajes del parque, donde se pueden encontrar rincones de gran valor ambiental como el Ses Salines d’Addaia, la playa del Pou d’en Caldes o la del Arenal d’en Castell. La etapa comienza en el panel interpretativo, a menos de un kilómetro del faro. Un paisaje marcado por sus tonos oscuros, principalmente pizarra, son la base para los 28 metros del faro de Faváritx, construido entre 1917 y 1922.
Tras dejar el faro atrás, el viajero avanza hasta el Parc natural de s’Albufera des Grau,que cuenta con parking. Un paso canadiense separa la zona y se puede continuar por el camino asfaltado hasta girar a la derecha pasando una barrera menorquina. El camino se torna de tierra y se pueden observar la alta biodiversidad de la zona con matorral mediterráneo. Se pasa entonces al lado de la playa Pou d’en Caldes, que suele ser muy visitada por aficionados al surf. Se continúa el trazado pasando por una nueva barrera y pasando al lado de la playa, girando más adelante hacia la derecha para cruzar una pasarela de madera, plagada de zarzamoras.
Una vez pasada la baliza 50, el matorral mediterráneo pierde protagonismo en favor de los cultivos de secano. Se pasa por un pequeño bosque de pino carrasco y se lleva a un tramo compartido con vehículos a motor, hasta una nueva barrera. Paneles informativos informan al viajero del valor ambiental de la zona. Un poco más adelante, se llega a Ses Salines d’Addaia, las últimas salinas que quedaron en funcionamiento en la isla, hasta 1990. Aquí se pueden observar los restos que quedan y disfrutar de la gran cantidad de aves acuáticas que usan este lugar para su nidificación y reproducción.
Continuando por el Camino, se suceden barreras hasta abandonar el parque y comienzan las fincas ganaderas a los lados del mismo. Siguiendo recto, se llega a Addaia, donde la señalética indica al viajero a través del casco urbano. Un carril bici-peatonal lleva hasta el cruce con la Me-9, donde hay que extremar precauciones, y posteriormente se sube por el Carrer ses Savines hasta Coves Noves. El ascenso finaliza y comienza una bajada hacia Arenal d’en Castell y su playa. Poco más hay que caminar para llegar al final de la etapa unos metros más adelante.

#### Etapa 4: Arenal d’en Castell – Cala Tirant
Esta etapa transcurre por el norte de la isla, en el término municipal de Mercadal, desde la playa hasta la Cala Tirant. A través de acantilados, humedales, bosques y playas, se llega a la Bahía de Fornells. El panel informativo que inicia la etapa se encuentra en unos acantilados cerca de la playa, conectándola con la urbanización Son Parc.
Se trata de una etapa idónea para observar la flora de la zona. El paisaje, marcado por los vientos de tramontana y la presencia de multitud de aves marinas, se encuentra teñido de amarillo por la flora de la zona, como por ejemplo el cuernecillo de mar o el hinojo marino, además de sabinas rastrera. Dejando atrás el acantilado, el camino entra en una zona arbolada de la urbanización Son Parc, descendiendo hasta el humedal Prat de Son Saura, espacio protegido dentro de la Red Natura 2000. Entonces se llega a la playa Arenal de Son Saura en la que el viajero se encuentra con bosques de pinos y tarays entre dunas con carrizo y juncos. Comienza entonces un sendero que rodea el humedal y se adentra en s’Albufera des Comte, una zona boscosa de 3,8 km de pista forestal con desniveles suaves y plagada de pino blanco, madroños y lentiscos, con alguna que otra encina, jaras y brezos. En esta parte del trayecto es fácil ver erizos así como totovías, aguilillas calzadas o cernícalos.
Se sale del bosque y el Camino cruza un arroyo rodeado de arbustos, empezando una pista rodeada de muros. Al poco de comenzar este tramo, se vislumbre la basílica paleocristiana de Cap d´es Port Fornerlls, donde se puede tener una panorámica de la Bahía de Fornells. Finalizando el tramo de pista, el camino vuelve al arcén de la Me-7, que conecta Mahón con Fornells. Tras llegar a una rotonda, se debe tomar la primera salida y continuar aproximadamente un kilómetro y medio por el arcén, acercándose a la costa. Se bordea ahora la bahía y se llega a la localidad Ses Salines. El último kilómetro y medio de la etapa se comparte con un carril ciclista por el que va el Carrier- E o Camí de Cala Tirant, en dirección a Playas de Fornells. Tras pasar una rotonda y girar a la izquierda, se llega a Cala Tirant, lugar donde finaliza esta etapa.

#### Etapa 5: Cala Tirant – Binimel·là
Saliendo de Playas de Fornells, esta etapa transcurre entre playas y calas, situadas en la zona LIC y ZEPA “Dels Alocs a Fornells”. En este tramo se alcanza el punto más septentrional del Camino Natural, muy cercano al yacimiento romano Sanisera.
La etapa comienza en la entrada de Cala Tirant, dejando atrás la playa para pasar por encima del cabo mediante una pasarela, y retorna a la playa bordeándola hasta que llega a una pasarela a la izquierda que pasa sobre el torrente Lluriac Nou. Se continúa en paralelo al arroyo entre tarajes y lastones, hasta llegar al final de la cala. Entonces comienza un camino y luego una pista que pasa por una urbanización y continúa por pista hasta llegar a un sendero. Ahora el Camino va hacia el sur, intercalando pista de tierra con senderos. Se recomienda extremar la precaución en las pistas ya que se comparte tránsito con vehículos.
El litoral se muestra de nuevo frente a los viajeros, con pastos, lastones y matorrales hasta llegar a Sa Talasieta. A partir de aquí, va en paralelo a la costa y se acerca a los acantilados, con lo que hay que tener precaución. Transcurre entre pastos, lastones, matorral, y arbustos endémicos como socarrels, y algún pino. El Camino pasa por algunas calas y cabos pero sin llegar a entrar, de esta forma pasa por 'Punta de sa Talaieta', 'macar Petit, Punta Negra, macar Gran, macar de Binidonaire, sa Mitjana, punta d´en Patet y la playa d´en Patet. Después, vuelve al interior por un camino que lleva a una finca privada para luego abandonarlo y coger un sendero. Se continúa el sendero rodea la finca y llega al campamento romano de Sanicera. Un panel informa al viajero sobre la historia de este enclave, un campamento construido durante las guerras sertorianas para dar cobijo a los soldados.
Un sendero lleva al caminante, o al ciclista, hasta Sanisera, donde puede ver una serie de infraestructuras eclesiásticas de los siglos V y VI. Además, en esta zona también se encuentra la torre de Sanitja, torre de defensa del siglo XVIII construida por los ingleses que hacía las veces de defensa de la isla, además del faro de Cavallería, que marca el punto más septentrional de la isla. Es en el faro donde se retoma el camino hacia el oeste, algo más de un kilómetro hasta llegar al aparcamiento de la playa del mismo nombre. Después se toma un camino que lleva al cabo de Punta Roja, donde al bajar hacia la playa del mismo nombre hay un área de descanso. El color de la arena, que da nombre a la playa, contrasta con la arena de la playa colindante. Se sigue por una pasarela y se llega a un búnker de la Guerra Civil.
Se abandona la playa entrando en otra, la playa de Ferragut, en la que el camino va ascendiendo poco a poco, discurriendo las paredes de la playa, con un terreno irregular que exige tener precaución. Justo antes de llegar a la barrera, se puede observar una panorámica de las playas y los cabos que se acaban de atravesar.
Continúa el Camino por el acantilado, entre rocas, donde la vegetación autóctona cobra protagonismo: la manzanilla de Menorca. Tras pasar unas casas el camino comienza su descenso hacia cala Mica, pero se abandona la cala al pasar junto a otro búnker. Sigue el camino bordeando el litoral hasta llegar a un giro junto a una barrera. Se rodea una colina y conecta con una pista que da acceso a unas casas rurales. Bajando por un sendero a continuación, se llega de nuevo a la costa, pasando por una pequeña cala y llegando al final de la etapa, la playa de Binimel.la.

#### Etapa 6: Binimel·là – Els Alocs
Es una etapa corta, pero algo más complicada que las anteriores, pues recorre una zona más agreste, pero atraviesa algunas de las calas consideradas más bellas de la isla, como Cala Pregonda, Cala Barril y Cala en Calderer. La etapa comienza en el panel interpretativo de Caminos Naturales en el borde de la playa. Empieza atravesando un arenal y unas dunas con un ecosistema muy variado, saliendo de la playa por una de sus barreras. Se accede entonces a otra pequeña cala, donde se puede observar el estanque de Calasmorts.
Comienza entonces una subida que ofrece vistas únicas de la zona, llegando a Pregonda, donde poder disfrutar de las aguas azul turquesa típicas de la isla. Tras dejas la cala, el Camino se aleja de la costa para luego retomarla en Cala Barril y una posterior subida exigente que llega a uno de los lugares con mejores vistas del Camino. Se vuelve a pasar una barrera y comienza un tramo de subidas y bajadas donde se puede encontrar el viajero con una de las especies endémicas de la isla, el asno balear. Continúa el ascenso hasta la Punta Cala Calderer y su playa, llegando hasta la propia arena de la playa, uno de los lugares idílicos de este Camino. Se vuelve a cruzar una barrera, esta vez junto a unas antiguas casas de pescadores, y comienza un nuevo ascenso alejándose de la costa. Se llega entonces a una construcción de planta circular de piedra, denominada barraca y que hacía las veces de refugio para los ganaderos.
Con un cartel informativo sobre los kilómetros que faltan para terminar la etapa, concretamente 2,1, el Camino comienza su descenso hasta llegar a una nueva barrera y una baliza que indican el final del tramo en la playa Els Alocs. Esta playa es considerada una de las que más encanto y tranquilidad ofrecen al viajero, debido a su difícil acceso. En esta playa, que se denomina de esta forma por los sauzgatillos que contienen, finaliza la etapa.

#### Etapa 7: Els Alocs – Cala de Algaiarens
Esta etapa recorre 9 km pasando por algunos de los sitios más significativos de la Reserva Marina de la Costa Norte de Menorca, como Cala del Pilar. La ruta va en dirección oeste atravesando bosques de acebuches, lentiscos y pinos de Muntaya Mala, hasta que llega a la zona de Vall d’Algaiarens. Tras pasar por campos del cultivo acaba en el aparcamiento de la cala d’Algaiarens.
Su comienzo, en la pequeña cala Els Alocs, que pertenece a la Reserva Marina de la Costa Norte, sigue a través de un sendero dirección oeste hasta que se llega a unos escalones que suben pegados al borde del acantilado. Con un paisaje oscuro y lleno de piedras (esta playa cuenta con rocas basálticas), el viajero puede disfrutar de unas maravillosas vistas del Mar Mediterráneo y de la flora autóctona, como el labiérnago menorquín. Conforme se avanza, se aprecia un cambio en el paisaje, llegando a Cala del Pilar. Se comienza una pequeña subida donde el paisaje se torna rojo y la flora se ha adaptado de forma excelente a su salinidad. En este punto es posible ver, además de una zona de descanso, algunas plantas endémicas de la isla, como son la hierba de Cotó, socarrells o las encinas centenarias de la finca de Alfurí de Dalt. Sigue el Camino a través de un sendero sobre el monte entre Cala del Pilar y la playa del Marcar d’Alfurinet, a la cual da acceso el propio camino, a través de unos escalones, pasando por un acceso a una antigua mina de cobre.
En este punto, el Camino continúa bordeando la Muntaya Mala por la izquierda hacia el interior, cambiando totalmente el paisaje. Durante el trayecto se intercalan acebuches, pinos carracos, encinas, lentiscos, labiérnagos y brezos con campos de cultivo. Es un punto a tener en cuenta para el avistamiento de ruiseñores, lagartijas baleares y erizos baleares, además de cabras menorquinas. Atravesando esta zona se llega al Vall de Algaiarens, donde vuelve a cambiar el paisaje a un entorno agrícola, para internase en un pinar, lugar donde se encuentra el desvío a la playa De Tancant. Desde aquí, hasta el aparcamiento de la cala, se bordea el encinar y el pinar durante 600 metros y se pone fin a la etapa.

#### Etapa 8: Cala de Algaiarens – Cala Morell
En el pinar comienza esta corta etapa que comienza tomando altura y se acerca a los acantilados de Curniola. El cambio de vegetación es notable en este trayecto, ya que se pasa de la tramontana a la conocida como Menorca seca. Se sale del aparcamiento de la playa, con cuidado con el tráfico, porque es una zona muy transitada, y se sigue por una pista de arena entrando en un pinar. A unos 800 metros, se abandona la pista a la izquierda para entrar en la cala Fontanells, una de las calas menos naturales de la isla.
Se deja la cala atrás avanzando entre las construcciones que hay en la misma y las rocas del acantilado, ascendiendo entre vegetación. Se realiza una curva a la izquierda, lugar donde se pueden disfrutar de unas buenas vistas de punta de Curniola y de las pequeñas playas de piedra Curniola y Binatram. Mientras se bordea Binatram, el viajero se topa con un muro de piedra de una finca, y una pista que sale a la derecha, y que no hay que seguir. El Camino continúa hacia el norte hasta una barrera. Tras pasar por ella, se continúa entrando poco a poco en un pinar, y avanzando hasta encontrarse con el aljibe de Curniola. Tras rodearlo, se va dejando atrás el pinar y da paso al matorral típico de la zona, pudiendo ver a lo lejos las primeras casas de Cala Morell.
Se accede a la localidad a través de una barrera y continúa por la calle Vía Láctea, hasta llegar a un desvío que indica cómo llegar a un poblado nabiforme, en Cala Morell. Extremando la seguridad, ya que hay tráfico rodado, se continúa hasta llegar a una rotonda en la que se debe coger la salida de la derecha, bajando por la calle Lira y llegan a la necrópolis de Cala Morell, que data de la época pretalayótica. Siguiente unos 150 metros por la calla se llega a una berra antes de salir de la urbanización, éste es el punto final de la etapa.

#### Etapa 9: Cala Morell – Punta Nati
Desde Cala Morell sale esta etapa de 7 km, que discurre entre fincas agropecuarias, llamadas tancas. Al final de la etapa se encuentra el Faro de Punta Nati.
La etapa comienza en el panel informativo de la calle Lira, junto a la señal del LIC y ZEPA de Costa Nord de Ciudadela. Se va en paralelo al muro hasta el borde del acantilado y se continúa hasta que el Camino obliga a un giro a la izquierda, junto a un muro de piedra. El Camino se aleja de la costa y pasa junto al Club de Aeromodelismo de Ciudadela. Se van pasando barreras, que se deben dejar cerradas, encontrándose el viajero muestras de sabina negral con otros tipos de vegetación.
El Camino vuelve hacia la costa, con el consiguiente cambio de flora, y llega a los acantilados de Punta de Son Escudero, Punta des Llosar y Puntas Cala es Mors, donde se ubica una cruz en memoria del barco General Chanzy, que naufragó en 1910 en estas aguas con 157 pasajeros y en el que sólo hubo un superviviente.
Al pasar una barrera se llega al tramo final que lleva a otro panel interpretativo, al lado de un aparcamiento y una pista que lleva al faro de Punta Nati.

#### Etapa 10: Punta Nati - Ciudadela
Desde Punta Nati, el Camino va hasta la localidad de Ciudadela en esta etapa, que discurre por los acantilados de la Menorca Seca, dentro la que se encuentra la LIC y ZEPA Corta Nord de Ciutadella, todos ellos incluidos en la Red Natura 2000. También discurre por las calles de la ciudad y acaba en su antiguo puerto, coronado por murallas la catedral o el ayuntamiento.
La etapa comienza en la carretera de acceso al faro, junto a una barrera menorquina. El paisaje rocoso de los acantilados será la nota predominante durante la primera parte del trayecto, dejando el mar a mano derecha y acompañados de ovejas en los pastos. En cuanto a la flora, además de gramíneas, durante esta parte hay hinojo marino, ajenjo marino, almajo salado o alacranera, limonios y alcaparras. Además de la abundante flora, en la etapa estarán presentes en todo momento los muros de piedra y las barracas menorquinas. Al otro lado, una serie de fincas agropecuarias, llamadas llocs. Tras los dos primeros kilómetros, se pasa una de estas barracas y comienza un descenso hacia un barranco, donde el viajero se encuentra con un antiguo corral ganadero, un pozo y abrevaderos, todos ellos cavados en piedra. Conforme se avanza se van viendo más muestras de éstas barracas. Se va subiendo hasta llegar a Sa Falconera, un mirador con vistas al Mediterráneo. Se abandona el mirador descendiendo con cuidado y rodeando roquedos donde se pueden ver antiguas instalaciones militares y el edificio del telégrafo óptico de Es Samáfor.
Se continúa por una carretera asfaltada, donde se encuentra la EDAR Ciutadella Nord, dejando a mano derecha tras 300 metros, y continuando por un sendero que se acerca a la costa y a la cala Cigonya, y a las vistas del arco natural Puente de Gil. Avanzando se llega a una urbanización, donde un cartel indica el camino a seguir, pero la ruta está señalizada. Se atraviesa la Cala en Blanes y se llega a una rotonda que hay que coger la salida hacia la Avenida de los Delfines, continuando por ella, cuidado porque cambia de nombre la calle a avenida de Simón de Olivar, continuando por ella hasta el acceso a la playa. Ante de entrar en la misma, hay un desvío a la Torre del Ram, un enterramiento subterráneo de la Edad de Bronce.
Tras rodear la cala, se sale por el oeste y se llega a unas escaleras que llevan al Camino de Sa Farola, un paseo marítimo sobre el acantilado que tiene carril bici y carril peatonal, que acaba en el faro de Ciudadela o Sa Farola, donde se puede ver una panorámica de la ciudad con su castillo de San Nicolás.
Continúa el Camino Natural pasando al lado de la capilla de la Asunción de Sa Farola y tras rodear una cala, entra en un pinar, que da directamente a la Cala en Busquets. A unos metros se llega al aparcamiento del puerto donde concluye esta etapa.

#### Etapa 11: Ciudadela - Cap d'Artrutx
Etapa de 13 kilómetros que une Ciudadela con Cap d’Artrutx, pasando por la playa de Sa Caleta d’en Gorries, la de Santadria y la Cala Blanca.
Comienza la etapa en el panel informativo de Caminos Naturales, en el aparcamiento de Menorca Blava. El Camino transcurre por la antigua capital de la isla, recorriendo los entresijos de la ciudad hasta llegar a la Plaza des Born, donde un obelisco de 22 metros da la bienvenida, y donde se encuentra el ayuntamiento. Desde aquí se puede visitar la catedral de Santa María de Menorca, construida en época de Alfonso III. Siguiendo por el Camino, ya sea andando o a través del carril bici, se abandona la ciudad a través del Puerto Exterior, lugar desde donde parten los ferris a la península y otros destinos.
Se continúa hacia la derecha, pasando por unas viviendas y dejando finalmente el casco urbano pasando por la torre Santadria y un antiguo búnker, y llegando a la playa de Sa Caleta. Una subida lleva ahora al viajero hasta un nuevo tramo urbano, donde tras callejear un rato se llega a unas escaleras que llegan a la Cala Santadria. Durante este trayecto se puede disfrutar de las tradicionales aguar azul turquesa de las islas, color propiciado por las praderas submarinas de posidonia.
A continuación, se vuelve a subir y, dejando atrás el asfalto y cogiendo un camino de tierra, se continúa hasta llegar a una zona conocida como Es Clot de Sa Cera. De vuelta al Camino Natural, se llega a la ciudad de Cala Blanca por la que hay que callejear, llegando a la Cala Blanca, donde se encuentra el yacimiento arqueológico Naviforme de Cala Blanca. Se deja atrás el yacimiento y sigue el Camino por un tramo urbano hasta llegar la mirador Cap de Sa Pared donde se puede disfrutar de sus panorámicas. El Camino prosigue por tierra dejando atrás el entorno urbanita y retomando las barreras. Un cartel informa al viajero de que está entrando en la Finca Pública Son Olivaret, un lugar de especiales valores ambientales a proteger. Aquí se encuentra el final de la etapa, junto a los restos de un búnker de la Guerra Civil, dejando atrás el LIC de Cap Negre.

#### Etapa 12: Cap d’Artrutx – Cala en Turqueta
En esta etapa el Camino Natural deja la costa occidental para adentrarse en la zona sur de la isla. Va desde el Cap d’Artrutx, bordeando la costa, hasta la Cala en Turqueta. En total son 13 kilómetros a través de un sendero que bordea el Mar Mediterráneo.
En su punto de inicio, en la urbanización Cap d’Artrutx, se recorre durante el último kilómetro de costa occidental, la isla. A partir de entonces se torna hacia el este entrando en la zona sur de la isla. El Camino discurre por el paseo marítimo y la urbanización Son Bosch, donde se accede a la cala bajo el mismo nombre. A continuación, se pasa por la playa de Son Xoriguer, a través de un sendero que va sobre un acantilado. En este punto es posible ver otro de los múltiples búnkeres de la Guerra Civil que se encuentran en la isla. A unos 4 kilómetros, y tras cruzar la playa, el Camino abandona la zona residencial y se introduce a través de un sendero en un espacio de la Red Natura 2000, por lo que se recomienda no salirse del trazado. Se continúa por el sendero sobre los acantilados, pasando por diversas calas y cuevas. En este punto, y debido a la escasa altitud del trazado, se pueden vislumbrar los fondos marinos, pudiendo ver en ellos ejemplares de lapas, erizos, anémonas, cangrejos y bancos de peces o formaciones de algas, como la ya mencionada posidonia. Sin embargo, en cuanto a la vegetación en la superficie, además de los socarrels y el hinojo marino, hay pequeñas formaciones de ladiernos menorquines, lentiscos y sabinas rastreras.
Conforme el Camino se acerca a las playas de Son Saura del Sur, la vegetación va cambiando. Está dividido en dos playas, la de Banyul y la de Bellavista, que están separadas por una pequeña formación rocosa. Ambas playas se encuentran inmersas en un pinar en el que también hay encinas y sabinas. En total, juntando ambas playas, se trata de un arenal de más de un kilómetro. Por Bellavista, el Camino transcurre sobre una pasarela de madera, para preservar el hábitat, como por ejemplo el cardo marino o el borrón, y al final de la playa, en la desembocadura del Canal de Ses Abelles, un pequeño humedal con variedad de aves acuáticas.
La etapa continúa durante aproximadamente un kilómetro entre pinos y matorral por un sendero rocoso, que bordea la Punta del Gobernador. La ruta desemboca en la Cala des Talaier que cuenta con una zona de descanso perfecta para coger fuerzas y afrontar los últimos 2,2 kilómetros de la etapa, hasta Cala en Turqueta. Aquí es donde el viajero se encuentra el mayor desnivel del recorrido, entre un sendero con un firme pedregoso y la subida a un acantilado en el que el matorral bajo se intercala con pinos y acebuches. El desnivel ahora entre la cala y la torre vigía Atalaya de Artrutx, llega hasta los 40 metros. Durante esta última parte se desciende hacia la cala, rodeándola y accediendo al aparcamiento donde finaliza la etapa, justo en un área de descanso.

#### Etapa 13: Cala en Turqueta – Cala Galdana
A través del sur de la isla y entre calas se realizan estos 6 kilómetros y medio que tiene la etapa entre Cala en Turqueta y Cala Galdana.
Sobre una superficie calcárea y rodeada de barrancos transcurre la etapa que comienza en la zona de descanso situada junto al aparcamiento de la cala y se adentra por un sendero. El Camino sube hasta salir del barranco entre encinas y pinos blancos, para luego girar a la izquierda, alejándose de la costa. En esta zona la vegetación torna a socarrells, romero, jara, tomillo, y brezo. En cuanto a su fauna, roedores, reptiles y aves marinas cómo el águila pescadora, se entremezclan con algún que otro aladierno menorquín, encinas y pinos, creando un ecosistema particular.
Tras avanzar durante un kilómetro y medio. La ruta va hacia el sur con un descenso en el que sale el desvío hacia Cala Macarelleta. Conforme se baja entre las paredes del barranco el clima se vuelve más fresco y la flora cambia, con ejemplares de higueras. Una vez abajo, el Camino gira dirección noroeste, comenzando una subida para superar el barranco, y a pocos metros para por un cañón entre paredes de roca. El sendero continúa por el desfiladero, y llega a una pista forestal que lleva hasta la cala. Tras una bajada exigente, el Camino prosigue cruzando la cala y comienza una nueva subida hasta el barranco de Santa Ana, donde se encuentra la playa. En este punto hay que extremar la precauciones, ya que el terreno es bastante irregular, con raíces y con una pendiente que puede llegar al 20% en algunos momentos. Esta playa es una de las más visitadas de la isla, por lo que es más accesible, y cuenta con escaleras.
Una vez se llega arriba, al viajero le esperan dos kilómetros de sendero que desciende poco a poco hasta llegar a la Cala Galdana. Es un tramo concurrido que pasa por una zona boscosa de pinos, encinas y acebuches, en el que hay que mirar al suelo para no tropezarse. Se llega entonces al mirador, conforme el viajero llega al final de la etapa, para luego bajar hacia la urbanización y continuar hasta cruzar un puente en dirección al peso marítimo. Tras recorrer unos metros, gira a la izquierda, para subir hasta la parte alta de la urbanización y finalmente una subida por escaleras que llevan al viajero a la Avenida de Sa Punta. A unos 300 metros, el Camino Natural gira a la izquierda y finaliza la etapa.

#### Etapa 14: Cala Galdana – Sant Tomàs
Esta etapa atraviesa un denso bosque de pinos carrascos, entre otras especies, y cruza por algunos de los barrancos más importantes de la isla, como Trebalúger, Sa Cova, Sa Torre o Binigaus, que destaca por sus famosas cuevas, como la Cueva des Coloms. La Cala Galdana es el inicio de la etapa, concretamente en el Morro de Levant, uno de los cabos que la flanquean. Tras pasar una barrera, el Camino va entre un bosque de pino carrasco y encinas junto a otras especies mediterráneas como labiérnagos, aladiernos o madroños, además de lentiscos, ruscos, mirtos, romero, hiedra, zarzaparrilla y madreselva. No hay que olvidar que la zona está incluida en LIC y ZEPA de Binigaus a cala Mitjana.
El recorrido va entre antiguas infraestructuras como hornos de cal, canteras y refugios de pastores hasta llegar a una bajada pronunciada que acerca al viajero a las aguas azul turquesa de la cala Mitjana. Tras medio kilómetro caminando, se llega al acceso a la playa donde hay una zona de descanso con paneles informativos.
El Camino vuelve al bosque sin entrar en la cala y empieza una subida donde se pueden volver a ver hornos. Ahora el Camino transita entre muros de piedra que delimitan fincas. Un nuevo descenso lleva al barranco de Trebalúger, donde el paisaje torna a campos de cereal y forraje con un arroyo que hay que cruzar. Tras pasarlo, se vuelve al bosque que lleva hasta el barranco de Sa Cova. Desde este punto comienza una subida exigente que pasa por un bosque y alguna pista que lleva a fincas privadas. Tras pasar por el barranco Sa Torre, empieza una bajada en dirección al barranco de Binigaus, donde se vuelve a la costa. Desde este punto, sale una ruta que no pertenece al Camino que lleva al viajero a descubrir las cuevas naturales de la cala, de origen kárstico, y que en su día fueron habitadas por los pobladores primigenios de la isla. Entre ellas, la conocida como “La Catedral”, declarada Bien de Interés Cultural en 1966, era un lugar de enterramiento de la etapa posttalayótica (550-123 a. C.). Además también se puede visitar en esta etapa el poblabo talayótico de San Agustí o el talayot de Binigaus.
Para finalizar esta etapa se accede a la playa de Binigaus y se continúa por el sendero hasta llegar a la playa de Binicodrell. Desde aquí se lleva al peso marítimo de la urbanización Playa de San Tomás, donde concluye la etapa junto al puesto de salvamento marítimo.

#### Etapa 15: Sant Tomàs – Son Bou
Esta etapa transcurre por el sur de la isla y permite al viajero pasear y disfrutar de las zonas de playa de Santo Tomás y Son Bou. Además tiene tesoros escondidos como el Prat de Son Bou, que está dentro del LIC Son Bou i barranc de sa Vall, y la playa de Talis.
Con escasos 6,5 kilómetros, esta etapa empieza en el extremo oeste de la playa de santo Tomás, junto a un panel interpretativo. Desde este momento se puede disfrutar del paisaje de dunas que se presenta ante los ojos del viajero. El Camino zigzaguea hasta abandonar la zona residencial, acercándose a la playa, en este punto se encuentran algunos escalones en roca que hay que sortear. Tras pasar por una barrera, se deja atrás una zona de pino carrasco adaptados al entorno, y a continuación, una zona de cultivos tradicionales de secano con vegetación natural. Continuando el trayecto se llega a la playa de Talis, que cuenta con una gran variedad de hábitats costeros y una gran biodiversidad. Volviendo al Camino, se aleja de la costa por el humedal del Prat de Son Bou. Tras pasar por otra barrera, se cruza la zona húmeda por un paso acondicionado y se gira a la derecha siguiendo las señales.
El Camino va cambiando de firme y ensancha su trazado conforme se acerca a Son Bou, el final de la etapa, donde un panel informativo recibe al viajero con indicaciones para atravesar el tramo urbano y poner fin a la etapa tras superar el paseo marítimo.

#### Etapa 16: Son Bou – Cala en Porter
Durante esta etapa el viajero se encuentra dos tramos perfectamente diferenciados, uno que discurre por un paisaje rústico, con calas salvajes, acantilados y diversos bosquetes; y otro entre fincas agropecuarias, establecimientos de turismos rural y huertas, finalizando en la Cala en Porter. Además, durante el trayecto se puede visitar el poblado talayótico más importante de Menorca, Torre d’en Galmés.
El principio de la etapa sale del aparcamiento en San Bou. Tras avanzar unos metros por la carretera, se cruza un parque y se continúa por las calles de la urbanización hasta que comienza un sendero que se ha de seguir adentrándose en un bosque de pinos carrascos, encinas, acebuches y lentiscos. Comienza entonces una subida que alterna tramos de tierra con tramos rocosos, rodeando uno de los acantilados más altos del sur de la isla, las Peñas de Alayor. Una subida de unos 300 metros desemboca en el barranco de Llucalari, y después a una bajada por la ladera hasta llegar a la cala homónima. Se abandona la zona remontando por la ladera de otro de los barrancos que dan a la playa. El entorno vuelve a ser un bosque mixto sobre un sendero durante un kilómetro de subida, y el paisaje torna a pastizales, conforme se abandonan los límites de la zona LIC/ZEPA.
El Camino continúa pegado a muros de piedra durante un kilómetro, cruzando alguna que otra barrera. Luego gira hacia la derecha y se encuentra con una carretera asfaltada que lleva a Alayor. Se continúa brevemente por ella, con cuidado del tráfico, y se abandona por un sendero que aparece a mano derecha y que lleva a una pasarela sobre el barranco Torre Vella y continúa por una pista. La pista en dirección noroeste lleva hasta Torre d’en Galmés, un yacimiento talayótico que cuenta con un centro de interpretación y un museo. Antes de llegar a la torre se pueden visitar otros dos yacimientos, como son el sepulcro megalítico de Ses Roques Llises, y  el monumento megalítico de Na Camerma de sa Garita.
De nuevo en el Camino, se sigue por la pista que lleva a Latorre hacia el suroeste entre muros de piedra, pasando por un tradicional aljibe, y un poco más adelante se traspasa una barrera. Se llega entonces a una explanada de cereal y el Camino continúa hasta volver a estar franqueado por muros de piedra y acebuches, llegando hasta el barranco Cala en Porter, siendo la entrada a la zona LIC y ZEPA Des Canutells a Llucalari, incluida en la Red Natura 2000.
Cuando el Camino llega a la intersección con el valle del barranco, el paisaje torna a huertas y árboles frutales, destacando los nísperos, entre carrizos, espadañas y juncos.  Empieza ahora un tramo asfaltado que rodea unas casas y cruza el barranco en dirección al curso del agua. Justo antes de cruzar, se pueden observar dos ejemplares de pacaneros, originarios de México, junto a otros dos situados al borde del río, siendo los úlnicos ejemplares de la isla y denominados como los pacaners de s'Hort Squella.
De nuevo se cruza una barrera y se vuelve al camino de tierra que transcurre durante aproximadamente medio kilómetro entre cultivos, un bosque y el barranco. Debido a la fuerte pendiente hay instaladas unas escaleras. Cuando se llega arriba, unas vistas de la zona ofrecen al viajero una estampa del barranco, con los campos de cultivo, las cuevas y una amplia colonia de alimoches. Avanzando un poco comienza el descenso hacia el barranco, extremando precauciones puesto que hay momentos en lo que el terreno es solamente roca, aunque se han instalado vallas para proteger al viajero. Una vez se alcanza el final del descenso, se llega a una pista junto a una explotación agraria. Desde aquí se debe continuar un kilómetro, pasando por un lentisco de grandes dimensiones. La pista desemboca en las afueras de la urbanización de Cala en Porter, al lado del aparcamiento de la playa, donde finaliza la etapa.

#### Etapa 17: Cala en Porter – Binissafúller
Esta etapa del Camí de Cavalls se caracteriza por sus dos entornos perfectamente diferenciados: los barrancos de la parte occidental y las playas de la parte oriental. Saliendo de Cala en Porter, el Camino avanza por un bosque hasta llegar a Cala des Canutells. A partir de aquí, se empieza a descender poco a poco conforme se pasa por barrancos como Binidalí y Biniparratx.
El panel indicativo del comienzo de la etapa se encuentra en el interior de Cala en Porter, entre acantilados. Las cala, que pertenece a la Red Natura 2000, cuenta con una gran biodiversidad entre las que se puede destacar las zarzas, carrizos, laureles, y acebuches, además de aves como las currucas, ruiseñores o garzas, junto a ranas y culebras. Desde el panel comienza una subida que sale del barranco y se adentra en una urbanización, situada en sobre el acantilado izquierdo, y que se debe rodear por su paseo marítimo, donde disfrutar de una bella postal de la zona. Un poco más adelante, el recorrido gira por la Travessia de L’Avinguda Central y continúa hasta la zona deportiva. El sendero entonces toma dirección norte, en el Carrer Art, hasta llegas a una barrera, que indica el final de la zona de barrancos. Desde aquí, la etapa comienza su trazado sobre un sendero señalizado entre barreras y muros de piedra, que separan un bosque de encinas, pinos y acebuches, de las parcelas agrícolas de cereales y pastos. Al principio del tramo se atraviesa el barranco de Son Domingo y llega hasta la playa de Cales Coves. Se trata de una bajada sencilla salvo en ciertos puntos donde hay que tener cuidado con las raíces y las rocas.
Al final, el ambiente se torna húmedo y el trazado continúa hacia la pared del barranco, donde proliferan cuevas y un bosque de acebuches y laureles. Es el lugar perfecto para poder ver la pampalonia, endémica de Mallorca y Menorca y en peligro de extinción. También es un lugar perfecto para el avistamiento de milanos, gavilanes o cernícalos, además de alimoches, murciélagos, lirones, erizos, salamanquesas y musarañas.
El Camino asciende y el ambiente se torna más cálido y seco, llegando a un tramo agroforestal que va en dirección este, recorriendo fincas agrícolas y áreas de bosque delimitadas por muros y barreras menorquinas. A unos 4 kilómetros, gira hacia el sur y comienza un descenso entrando en el barranco Es Canutells, con su playa homónima. Aquí se encuentra una de las escasas poblaciones de olmos de la isla. El sendero sale del barranco y llega a la cima donde se encuentra la urbanización del mismo nombre, además de la zona de descanso bajo unos pinos en el mirador de la cala. Una vez pasada esta área, la etapa transcurre por la urbanización girando hacia el este. Continuando por la avenida, el Camino cambia a un firme de adoquines y luego transcurre por el arcén de una carretera que da acceso a la población, compartiendo trazado con el tráfico durante al menos de dos kilómetros. Posteriormente la etapa abandona la carretera para internarse entre parcelas agrícolas hasta llegar a un camino de tierra.
Se llega entonces a la torre de S’Argossam, cruzando la carretera y siguiendo por el recorrido hacia el este para cruzar el barranco de Biniparratx, tras el cual sale un sendero pedregoso que desciende hasta llegar al final de la etapa en la avenida Playa Binisafúller, frente al aparcamiento.

#### Etapa 18: Binissafúller – Punta Prima
Se trata de una etapa de unos 8 km por una zona urbanizada pasando por rincones idílicos como las calas de Binibeca y Binissafuller, la playa de Punta Prima, la torre de Punta Prima, el poblado de Binibeca Viejo y las luces del Faro de lsla del Aire, que utiliza un sistema fotovoltaico para abastecerse de electricidad.
Esta etapa empieza en una tanca, típica finca agropecuaria menorquina, junto a un panel interpretativo. Se sale de la finca atravesando una barrera y girando a la izquierda dirección Binisafua, compartiendo tramo con cicloturistas. Tras girar a la derecha se llega hasta la playa de Binissafúller, una pequeña cala con aguas color turquesa. Dejando atrás la cala, una subida espera al viajero que lleva por el Paseo de la Mar hasta el puerto de la población. Sus casetas de pescadores reciben a los visitantes con sus típicos colores blanco y azul turquesa, uniendo sus fachadas por frases en latín.
El Camino continúa esta vez torciendo a la derecha para bajar hasta el poblado de pescadores Binibeca Viejo, con sus casas blancas y sus calles estrechas donde perderse. Tras superar una barrera metálica se gira a la derecha por el Paseo Marítimo de Binibeca Viejo, para dar al aparcamiento cercano a la cala de Binibeca. El recorrido continúa por Binibeca Nueva atravesándola por el Carrer de s’Anfos Blau, yendo en parelalo al carril bici, hasta llegar a una rotonda donde se debe girar a la derecha. Sigue el trazado, ya sin el carril bici, por lo que el ciclista deberá extremar precauciones ya que compartirá trazado con vehículos a motor. Un poco más adelante, se llega al final de la etapa, indicado con un panel informativo de Caminos Naturales.

#### Etapa 19: Punta Prima – Cala Sant Esteve
El penúltimo tramo de 19 kilómetros enlaza Punta Prima con la cala de San Esteve, pasando por la Cala de Alcaufar, uno de los lugares con mayor belleza de la isla. Durante el trayecto se pueden ver las torres de Alcaufar y el Fuerte Marlborough, antiguas construcciones militares.
Comienza en una barrera menorquina junto a un panel interpretativo de Caminos Naturales. Con vistas al faro de la Isla del Aire, se puede disfrutar las vistas de la isla y de su colonia de aves. Continuando entre vegetación, se llega a la Torre de Alcaufar, construida en 1787 y que hacía las veces de defensa de la isla. La torre, de tres plantas al igual que la Torre de Punta Prima, es de estilo martello. Aunque en la actualidad tienen una entrada en la planta baja, en su época se accedía a ellas a través de escaleras retráctiles.
Continúa el Camino en dirección a Alcaufar, una de las localidades más icónicas de la isla. Tras pasar por ella el trayecto se aleja de la costa y comienzo un tramo compartido de unos 500 metros que empieza a coger altura. Tras cruzar la Me-8 se continúa por el denominado Camí de Rafalet por un tramo urbano que va desapareciendo para acabar en zona de monte. Continúa la senda entonces entre muros de mampostería llamados tanques y barreras menorquinas. Empieza entonces un ligero descenso que termina en un panel interpretativo donde se indica el final de la etapa y el comienzo de la última etapa del Camí de Cavalls.

#### Etapa 20: Cala Sant Esteve – Mahón
El Camino Natural Camí de Cavalls llega a su fin en esta etapa que une la Cala Sant Esteve con la ciudad de Mahón, cerrando así el círculo a la isla. El tramo remonta un pequeño desnivel y sigue hasta el puerto de la ciudad, pasando por el Castillo de San Felipe, antes de llegar a la capital de la isla, donde la cruza para llegar a su puerto.
Esta última etapa comienza muy próxima a la entrada del Fort Marlborough y avanza hacia una cala rodeada de acebuches y lentiscos. En este punto empieza también el Camino Romá sa Cala, que da acceso a la cala y que la conecta con Sant Esteve. El Camino entonces comienza un tramo paralelo a la carretera asfaltada, por lo que hay que tener cuidado con el tráfico.
Tras recorrer unos 500 metros se llega al desvío del castillo y gira a la izquierda para ir en dirección a Villacarlos. Desde aquí se puede disfrutar de una panorámica en la que sobresalen el castillo, el puerto de Mahón, la Península de la Mola y su fortaleza y la isla del Lazareto. A unos 300 metros por el arcén de la carretera, se pasa por delante del cementerio Villacarlos, girando a la derecha para cruzar la carretera y comenzar un tramo urbano. El viajero discurre entonces junto al Parque es Colt de ses Ànimes y llega hasta Villacarlos.
Una vez llegados a esta localidad, se pasa junto a un molino de cereal, sede actual de la Oficina de Turismo, y al otro lado por la iglesia. La proximidad de la localidad con la capital es palpable, siendo continuación una de la otra. El Camino hace un descenso que lleva al puerto, atravesando el desnivel que supone Cala Figuera.
Una vez en Mahón, se recorren sus calles, donde se puede observar el legado histórico de la capital. Los edificios, con una clara estética de arquitectura georginana, adoptada por los británicos entre el siglo XVIII y el XIX, parecen todos cortados por el mismo patrón. Continuando el Camino, se llega a la Plaza del Príncipe, y la iglesia del Carmen, que en la actualidad alberga el mercado de abastos de la ciudad. Un poco más adelante, las Plaza de España y el Mercado del Pescado, para luego subir hacia la Plaza de la Constitución. Aquí el viajero debe hacer una parada para poder disfrutar de la Iglesia Santa María de Mahón, del siglo XVIII sobre una construcción del siglo XIV, y el ayuntamiento. Dejando atrás la plaza, se continúa pasando por el Palacio de Isabel II y por el Museo de Menorca, ubicado en el claustro de la iglesia de San Francisco de Asís.
Desde aquí, un descenso hasta el puerto, que ofrece una parada en un pequeño mirador donde disfrutar de una panorámica de la zona, y una vez terminada la bajada se llega al puerto donde el Camino recorre sus últimos metros entre barcos. Llegando al final del puerto se pasa por un puente y se llega al final del Camino Natural Camí de Cavalls.

## Otros datos de interés

### Mahón
Es la capital de la isla y cuenta con una historia milenaria. Fue un asentamiento fenicio, griego y turco. Su capital data de la época de los cartagineses, aunque contiene restos talayóticos. El hermano de Aníbal, Magón, puso su nombre a la que a la postre sería la capital de la isla. Pasó después por influencia romana, bárbara, con la llegada de los pueblos vándalos, y bizantina.
Fue un asentamiento muy codiciado por los pueblos en los siglos posteriores debido a su posición estratégica en el Mediterráneo, llegando a estar bajo dominio musulmán y normando. Son conocidos, de la época antigua, sus honderos.
Mahón fue fundada por el rey Alfonso III, al fortificar el castillo tras la conquista musulmana. Este crisol de culturas se ve reflejado en sus calles, edificios y monumentos.
En 1708 cayó bajo dominio británico, y la ciudad se convirtió en una base naval durante 70 años. De esta época son construcciones como el bastión de Sant Roc, la iglesia de Santa María o la puerta principal de la muralla, entre otras muestras.

### Puerto de Mahón
El golfo de Mahón, de 6 kilómetros hacia el interior de la isla, es uno de los puertos naturales de mayor longitud de Europa. El acceso se encuentra entre la Península de Mola y el cabo San Felipe. En su recorrido se encuentran con las calas de Figuera, Longa, Rata o Teulera, además de las islas de Lazareto, de La Cuarentena, la isla del Rey y la isla Pinto.
El puerto de Mahón ha sido uno de los puntos clave para el transporte de mercancías desde el siglo III a. C. además de ser un punto clave de estrategias militar, de ahí sus fortalezas militares, que se suman a una basílica paleocristiana.

### Ciudadela
La antigua capital de la isla, es también la ciudad más poblada. Su denominación viene del latín civitas, que significa ciudad, aunque su creación fue anterior, ya que se conservan numerosos restos de la época talayótica, destacando la Naveta des Tudons. De su época musulmana se conserva muy poco, ya que fue reconquistada por la Corona de Aragón en 1287. En 1558 sufrieron un enorme saqueo por los turcos cuando la isla estaba en manos británicas.
De su historia más reciente, la isla conserva únicamente la catedral de Santa María, de época medieval, y su casco antiguo. Destacan la Plaça des Born, el obelisco y su ayuntamiento y el puerto antiguo de la ciudad.

### Sa Mesquida
Es una localidad perteneciente a Mahón, situada al noroeste de la capital. Cuenta con una densidad de población baja, que se ve incrementada de forma sustancial en verano.
Durante finales del XVIII fue testigo de los enfrentamientos entre las tropas británicas, que ocupaban la isla desde 1708, y el ejército español de Carlos III. De esta época son las torres de defensa que aún se conservan en la isla y que tienen todas las mismas características: tres alturas, planta circular, construidas en piedra con cal y arena, matacán amplio hacia el oeste que sobrepasa la altura del parapeto. Además, esta torre contaba en su plataforma superior con un cañón giratorio.

### Fornells
Localidad costera situada al oeste de la Bahía de Fornells, al norte de la isla. Originalmente era únicamente el Castillo de San Antonio, del cual aún se conservan restos, y que servía de defensa del puerto. El castillo fue construido en 1673, y hasta 1782 estuvo funcionando, hasta que Carlos III ordenó su retirada. A pesar de ello, los vecinos de la zona se asentaron alrededor del él y tras 1782 decidieron permanecer en la zona. En la actualidad pertenece al término municipal de Es Mercadal.
Al norte de la localidad, en lo más alto del acantilado, está la Torre de Fornells, del XVIII, que formaba parte de una red de atalayas de vigilancia de la isla. Fue construida durante la tercera ocupación de la isla por las tropas británicas. 

### Es Mitjorn Gran
El municipio más joven de la isla, localizado en el centro-sur, se independizó de Mercadal en 1989. Su nombre en castellano es San Cristóbal y su etimología significa “media jornada” que era lo que se tardaba en cruzar media isla hasta llegar a alguna de sus costas. El nombre se refiere al descanso que se debía realizar para recorrer el camino que separaba de la otra mitad de la isla.
Durante la ocupación británica de la isla, surgió esta población, alrededor de la capilla de San Cristóbal, muy cerca de Binicodrell. La capilla fue ordenada por Cristóbal Barber en 1769. A excepción de un período en el que tuvieron ayuntamiento propio, entre 1821 y 1823, ha formado parte de Mercadal, manteniendo su nombre en castellano hasta un año antes de su independencia. Es Mitjorn Gran cuenta además con otro núcleo urbano más, en la costa sur, llamado Santo Tomás, que comenzó su crecimiento en los años 60 con el apogeo del turismo.
En su terreno el viajero puede visitar varias de las muestras prehistóricas de la isla como los talayots de Binicodrell, el poblado de Sant Agustí Vell, el yacimiento de Santa Mónica, la sala hipóstila del “Gallinero de Madona” o las cuevas de Coloms y de Polida.
Además de la isla, en el término municipal se incluyen tres islotes, siendo el más importante el de Binicodrell, en los que se pueden encontrar la lagartija balear, endémica de las islas Gimnesias.
Como su antiguo nombre indica, las fiestas de su patrón San Cristóbal a finales de julio principios de agosto, suponen la fiesta más popular del municipio y donde el caballo es el principal protagonista. San Antonio, patrón de la isla, celebra todos los 17 de enero la conquista de la isla, durante el Carnaval se celebra el baile Blanco y Negro, y en San Miguel despiden el verano.

### Parque Natural de S´Albufera des Grau
Espacio de 5.067 ha ubicado en la zona nororiental de la isla. Cuenta con diversos hábitats que se encuentran dentro de la Red Natura 2000 y forman parte de la reserva de la biosfera de Menorca.
Ente sus humedales y estanque temporales se pueden observar especies vegetales acuáticas como el Potamogeton pectinatus que favorecen el desarrollo de especies como el águila pescadora, la focha, el ánade real, la garza, la ranita meridional o los erizos blanquecinos.
En sus costas, los ecosistemas dunares se caracterizan por ser zonas de anidación de diversas aves costeras, además de sus praderas submarinas donde destaca la posidonia oceánica. En el interior, el parque cuenta con bosques de acebuches mezclados con zonas de pasto y cultivo.

### Poblado Talayótico de Sa Torreta de Tramuntana
Situado en el parque natural de la Albufera des Grau, es uno de los poblados talayóticos más emblemáticos y mejor conservados de la región. Su origen se remonta a los primeros pobladores, en el 1600 a. C. y fue ocupada hasta la época romana, para luego reutilizarse en época islámica. No fue hasta 1930, que Margaret Murray descubrió el poblado y todos los elementos rituales.
En la actualidad se conservan el talayot, en la parte más alta y de tipo escalonado y ovalado, el recinto de la taula, de pequeñas dimensiones y donde se pueden ver algunas pilastras que aún quedan en pie, y alguna vivienda.

### Poblado talayótico de Binissafúller
Pequeño poblado que funcionó desde el siglo X a. C. hasta la ocupación musulmana. Cuenta con numerosas construcciones como una taula, talayot, sala hipóstila y viviendas. Entre sus elementos destaca un talayot de planta circular con 15 metros de diámetro y 2,8 metros de altura, en el centro del poblado. En la parte derecha, una sala hipóstila muy bien conservada. Al sur del poblado se encuentra la taula, esta vez de planta cuadrada pero con ángulos redondeados.
Según las excavaciones realizadas en la zona, se ha podido determinar que en este poblado se realizaban rituales de fertilidad, con animales y relacionados con el campo.

### Poblado Talayótico Torre d’en Galmes
Es el ejemplo más conocido de la cultura talayótica menorquina. Datado entre el siglo V al I a. C. es uno de los más extensos de las islas baleares. El poblado cuenta con una muralla y tres talayots.
Desde aquí se puede ver la costa sur de la isla. Además, la orientación sur de las viviendas resguardaba a sus habitantes de los vientos de tramontana.

### Hipogeo de Torre del Ram
La palabra hipogeo viene del griego antiguo hypógaion y significa cámara subterránea. Situadas en la parte oeste de la isla de Menorca, Son galerías subterráneas que cumplen funciones funerarias.
En el caso de la Torre del Ram, se encuentra al este de Ciudadela, en la urbanización Cala en Blames. Se trata de un sepulcro colectivo, perteneciente a la edad de bronce (entre el 1600 y el 1200 a. C.) y consiste en una cámara de nueve metros de largo, con planta rectangular, un banco adosado que cubre toda la planta, y un corredor escalonado que sirve de acceso. La entrada se realiza por una chimenea que lleva a unas escaleras.
El edificio fue saqueado y vaciado, y reutilizado como establo, por lo que se desconoce el número de entierros realizados. En la parte inferior del hipogeo se han descubierto unos grabados esquemáticos que parecen representar embarcaciones.
La Torre forma parte de la Menorca Talayótica, que fue declarada Patrimonio Mundial de la Humanidad por la UNESCO, y cuenta con 32 construcciones.

### La Naveta de Es Tudons
Es uno de los símbolos más conocidos a nivel internacional de la isla. Perteneciente a la Edad de Bronce, representa la cultura funeraria de la isla.
Presenta forma de nave invertida, con dos plantas. En su interior se acomodaban los difuntos siempre envueltos en sudarios. Hay una leyenda que cuenta que dos gigantes lucharon por el amor de una mujer, uno construyó la naveta y el otro un pozo, el último al terminar el pozo avisó que había encontrado agua y el otro gigante tapó el pozo con una piedra para siempre, faltando una piedra en la construcción.

### Es Castellàs des Caparrot de Forma
Este yacimiento prehistórico arqueológico, declarado BIC, cuenta con dos yacimientos de etapas diferentes. Tiene una fortificación costera y una necrópolis.
En la zona más cercana a la costa, se han encontrado restos de una muralla de la Edad de Bronce, que parecía proteger un asentamiento. Dentro de la misma se han encontrado restos de dos construcciones de planta circular y restos de vasijas y herramientas. En la zona del acantilado, sin embargo, están los restos de una necrópolis datada en la Edad de Hierro con 23 hipogeos.

### Faro de Cavallería
Situado en el cabo que lleva el mismo nombre, mide 15 metros de altura y estuvo en funcionamiento hasta finales del siglo XX. Fue inaugurado en 1857 y fue el primer faro de la isla. Sirvió para disminuir, de forma drástica, el número de naufragios en la zona. Gracias a ello, se construyeron los faros de Punta Nati y Faváritx.
En la actualidad se ha convertido en el Centro de Interpretación del Cabo de Cavallería y puede ser visitado por el público en general durante los meses de mayo a octubre.

### Faro de Favàritx
Construido entre 1917 y 1922 su principal objetivo era evitar naufragios tras la primera década del siglo XX. Cuenta con una torra de 28 metros de altura, de hormigón y fue electrificado en 1971. Su óptica original se conserva en la exposición permanente del faro de Portopí en Mallorca.

### Faro de Punta Nati
Debido a los numerosos naufragios que sufrió la isla, sobre todo al del barco francés General Chanzy con 152 víctimas y sólo un superviviente, se comenzó su construcción en 1912. Al año siguiente se inauguró, y cuenta con 11,5 metros de altura. Con una potencia que permite ver su luz a 26 millas, el también conocido como Faro Nati, tiene a sus alrededores varios búnkeres de la Guerra Civil y un bufador que genera columnas de agua de grandes dimensiones.

### Faro d´Artrutx
Ubicado sobre el cabo del mismo nombre, en el extremo occidental de la isla, es el encargado de señalizar el Canal de Menorca, que separa los 36 kilómetros de las dos islas. Forma parte del patrimonio histórico de la isla. Construido en 1858, con 17 metros de altura, duplicó la misma durante los años sesenta, llegando hasta los 45 metros actuales.
En sus orígenes los fareros utilizaban aceite para hacerlo funciones, posteriormente se sustituyó por petróleo, hasta que en 1980 se automatizó. En la actualidad, las dependencias de los fareros que trabajaban allí, se han convertido en un restaurante.

### Salinas de Addaia
Construidas en 1845 tuvieron una gran importancia económica, hasta 1990, año en que cesaron su actividad. Su ubicación se debe a la poca profundidad del a bahía, y alcanzan una extensión de 16.000 metros cuadros. En la actualidad, a su valor ambiental y etnográfico se le suman que se ha convertido en una de las zonas más importantes de nidificación de las especies de avifauna de la zona.

### Basílica Paleocristiana des Cap d´es Port de Fornells
Situada en la bahía de Fornells, entre Son Parc y Ses Salines, su construcción data de finales del siglo V d. C. o principios del VI d. C. y se cree que dio servicio en el siglo VII d. C. No fue hasta 1958 cuando fue descubierta.
Según parece, contaba con una nave central de planta cuadrada que estaba orientada al este. Alrededor de ella se encuentran varias estancias. La nave central contaba en origen con un ábside en el que se instaló una cripta con plata de cruz griega, que se comunicaba con la basílica a través de unas escaleras. La pila bautismal, situada en una de las habitaciones, tiene forma de estrella de cuatro puntas, y está decorada y pintada en sus paredes. Además, está hecha con opus signinum. En el Museo de Menorca, se conservan algunos de los objetos originales que se han podido recuperar de la basílica, además de murales y escritos de la época, columnas y elementos arquitectónicos, junto a un sarcófago y otros elementos romanos.

### Basílica paleocristiana de Son Bou
Situada en la zona este de la playa, los restos datan del siglo V. Se trata de una planta rectangular con tres naves, orientada al sudeste. Cuenta con un nártex, pequeño vestíbulo donde los no bautizados podían asistir a misa, y una cabecera tripartita. En la parte izquierda se encuentra la pila bautismal, con forma de cruz en su interior. La iglesia se encuentra delimitada por una muralla, que tiene alrededor enterramientos y otros edificios de carácter religioso. Fue destruida en el siglo XVIII por un incendio.
Aparte de esta basílica, en la isla existen cinco basílicas paleocristianas más: la de Fornás de Torelló, las de la Isla del Rey y la Isla de Colom, en Mahón, Sanisera y la de Cap des Port.

### Necrópolis rupestre de Cala Morell
Data de los últimos siglos de la prehistoria menorquina (500 – siglo I a. C.). Se trata de una serie de construcciones situadas en los peñascos del barranco que fueron usadas hasta pasada la conquista romana. Cuenta con 15 hipogeos, en los que se enterraba de forma colectiva a los miembros de la comunidad. Se solía colocar le cuerpo del difunto sobre una tabla de madera o en un ataúd, junto a su ajuar, con trozos de piedra calcárea, y se les prendía fuego. Una vez se quemaban las partes blancas y la piedra se convertía en cal viva, se dejaba enfriar y tras solidificarse, los restos se depositaban en una cueva.

### Sanisera y la Menorca romana
Entre el año 123 y el 121 a. C. el cónsul Quinto Cecilio Metelo conquistó las islas Baleares con el pretexto de luchar contra la piratería de la zona. En un principio fue llamada Balearis Minor o Minorica, y contaba con 3 ciudades, según Plinio el Viejo en sus escritos: Mago, actual Mahón, Iamo, actual Ciudadela, y Sanisera, en el puerto de Sanisera.
Sanisera fue construida para aprovechar le puerto natural de la zona. Dada su profundidad, era óptimo para el desembarco de grandes naves. Durante las guerras sertorianas, también se construyó un campamento militar y un foso. Su época de apogeo fue desde el 123 a. C. hasta el siglo II, aunque posteriormente siguió siendo utilizado. Durante dominio británico, a principio del siglo XIX, se construyó una torre defensiva en el puerto.

### La tramontana
La tramontana (o tramuntana en balear) se denomina al viento típico de la zona. Tiene un componente nornoreste, y se caracteriza por ser frío y con poca precipitación. Dada la situación de la isla de Menorca, aquí el viento tiene mayor virulencia. Debido a ello, el número de naufragios en la zona siempre ha sido alto, es por ello que el norte de la isla presenta mayor número de faros.

### Barreras Menorquinas
Son las puertas que se utilizan en las fincas agrícolas de la isla. También se las llama tanques o tancas. Las fincas están delimitadas por muros y en sus entradas (portells) se colocan las barreras. Están fabricadas de forma artesanal de madera de acebuche. Hoy en día son una de las señas de identidad de la isla.

### Cala Pilar
Situada en el norte de la isla, en el término de Ciudadela, está ubicada dentro de la Reserva Marina de la Costa Norte de Menorca y es una de las calas vírgenes mejor conservadas. Su acceso es difícil, lo que la convierte en una de las calas menos concurridas. Es una pequeña bahía en forma de concha entre Els Alocs y el Marcar d’Afurinet con orientación norte. Cuenta con un pequeño islote que la protege con tramontana.
Está situada en la llamada Menorca Roja, por los depósitos de arcilla y areniscas de la zona, lo que le da ese aspecto rojizo en los alrededores. También cuenta con un sistema dunar y un bosque de pino blanco y encinas. Está registrada como LIC y ANEI debido a la gran concentración de endemismos vegetales.

### Cala en Turqueta
Situada en la costa sur de la isla, es una de las playas más populares. Coincide con la desembocadura de un arroyo que ha ido erosionando a lo largo de los años este rincón. Las rocas que la rodean han ido sufriendo la erosión con el paso del tiempo y se han creado cuevas y galerías.
Debido a la escasa profundidad del mar en la zona, además de a su estado de limpieza y su oxigenación, abundan las praderas de posidonia oceánica, que con el reflejo de los rayos solares le dan el color azul turquesa característico de Menorca.

### Cala Macarella y Cala Macarelleta
Ambas calas se encuentran en el sur de la isla, en Ciudadela, y son dos de las más populares. A sus características aguar de color azul turquesa, se les suma que son playas vírgenes, encalladas entre paredes de roca caliza y con pinares alrededor.
La Cala Macarella es más grande y tiene un pequeño arenal que sirve de dique para que la arena sea desplazada. La Cala Macarelleta está a un kilómetro al oeste y es más pequeña.

### Cala Galdana
En sus orígenes era una de las calas vírgenes más populares, En la actualidad se encuentra llena de servicios para turistas. Está situada en la desembocadura del barranco de Algendar, y es idónea para ir en familia con niños pequeños, ya que tiene muy poco oleaje debido a su profundidad y situación.

### Cala Mitjana
ES una cala situada muy cerca de la urbanización del mismo nombre. De las más famosas del a isla, se encuentra en la desembocadura del barranco homónimo y cuenta con 192 metros de anchura. Al oeste se encuentra otra cala de similares características pero más pequeña llamada Mitjaneta.
Alrededor cuenta con bosques y restos de hornos, refugios y canteras. Forma parte del área de especial interés y llega hasta la playa de Binigaus.

### Playa de Cales Coves
Esta pequeña cala doble y virgen se encuentra situada muy cerca de la Cala en Porter. Su zona de arena es de apenas 20 metros y acoge una importante necrópolis prehistórica excavada en las paredes de sus acantilados. Son una serie de cuevas e hipogeos donde se han encontrado unos 90 enterramientos. Data del siglo XI a. C. y fue utilizada durante la antigüedad. Durante la ocupación romana, se convirtió en lugar de culto, siendo descubiertas inscripciones en una de sus cuevas.
Entre los siglos IV a. C. al VI d. C. se convirtió en uno de los puertos más importantes de la zona. Se han encontrado restos de asentamientos e incluso de una muralla.

### Ses Barraques
Son construcciones de mampostería seca y de planta circular típicas de la zona. Con altura escalonada, su función era la de salvaguardar el ganado y a veces a los ganaderos, de las inclemencias del tiempo. Fueron básicas en la segunda mitad del siglo XIX, por las condiciones meteorológicas de la zona.

### Pont d’En Gil
Este puente de roca es una de los más populares de la isla. La erosión marina ha sido la encargada de crearlo. Normalmente se suele visitar desde el lado opuesto al que está situado, para ver una panorámica de la zona, aunque también se puede acceder hasta la propia formación y cruzar el puente.
Dada la amplitud del arco, pequeñas embarcaciones pueden pasar bajo él. Además en esta zona también se ha desarrollado mucho em turismo de buceo, que buscan acceder a la cueva de Sa Cigonya, de 300 metros por dejado de los acantilados y a la que sólo se puede acceder bajo el agua.

### Torre vigía Talaia d’Artrutx
Ubicada entre las calas de Es Talaier y en Turqueta, se erigen en una colina esta torre de vigilancia de planta circular, de piedra y revertida con cal y arena, que servía de sistema de vigilancia para hacer frente a piratas y enemigos. Se cree que fue construida en 1550 pero no se sabe la fecha exacta, y a lo largo de los años su aspecto a ha ido modificándose. En la actualidad, pertenece a una finca privada.

### Fort Marlborough
Construido durante el dominio británico, debe su nombre al duque de Marlborough, John Churchill. Su finalidad era la de defender el puerto de Mahón. Cayó en manos francesas en 1756 y posteriormente en manos españolas en 1781. En 1802, tras la paz de Amiens la isla fue devuelta a España.
El fuerte cuenta con una gran cantidad de galerías subterráneas con varias salas, contraminas y un foso con cañones. En la actualidad es la sede del museo que relata la historia de la isla.

### Castillo de San Felipe
En el sur del puerto de Mahón se encuentra este castillo del reinado de Carlos V, de 1555, construido para defender la isla de los ataques turcos. Juan Bautista Calvi fue el encargado de la obra que cuenta con cuatro baluartes unidos por cortinas y rodeados por un profundo foso, que luego volvería a ser remodelado en el siglo XVII.
Durante la dominación británica en 1708 el castillo se amplió convirtiéndose en una de las mejoras fortificaciones de la época. Tras la recuperación de la isla en 1802, Carlos IV mandó demolerlo y en 1807 se dejaron únicamente las baterías para la defensa del pueblo. Actualmente se pueden visitar sus galerías subterráneas y los restos rehabilitados.

### Fortaleza de la Mola
En la parte norte del puerto de Mahón, en la península de la Mola, se encuentra esta fortaleza denominada también en honor a la reina que la mandó construir, Isabel II. En 1850 el castillo de San Felipe fue demolido, dejando a la isla desprotegida, y debido al interés británico en la misma, que servía como enclave estratégico en la ruta comercial, comenzaron sus obras en 1852. Una ver acabado, se tuvieron que realizar nuevas obras para adaptarlo a los nuevos tiempos. Nunca se usó como instalación defensiva, pero sí que ha acogido academias militares y un centro penitenciario. Desde 2007 es propiedad del Gobierno Balear, y es usado con fines turísticos.

### Praderas de Posidonia oceánica
Se trata de una planta fanerógama adaptada el medio marino. Crece en aguas limpias, por lo que es un indicador de buena calidad, y crea praderas de grandes extensiones, generando un ecosistema vital para varias especies como la nacra, fuertemente amenazada.
En cuanto a su crecimiento, la posidonia pierde gran parte de sus hojas en otoño, empezando a foliar a final del mismo, y durante el verano tiene lugar la fructificación. Realizan un papel trascendental en la zona y sirven de mecanismo de conservación del mar Mediterráneo, aumentando el oxígeno disuelto en el agua.

### Usos tradicionales del paisaje: el barranco de Cala en Porter
Es el más extenso del sur de la isla, y el más largo de Menorca por detrás del barranco de Algendar. Cuenta con altas paredes y cultivos en el cauce del curso del agua.

### Aprovechamiento del agua en el campo: Los aljibes
Era una de los métodos tradicionales para el abastecimiento de agua. Consistían en grandes plataformas al aire libre, con ligera pendiente, que canalizaba el agua hacia pozos. Éstos estaban provistos de una caseta de sillares (llamada “es coll”) donde mediante un cubo y una cuerda, se sacaba el agua. En algunos casos la función era la de abrevadero para animales, por lo que el agua se vertía en un canal que llegaba hasta diferentes pilas donde se abastecían. En la actualidad continúan en uso algunos de ellos para abastecer a la población. 